# Слотнякові
Слотнякові (Phoeniculidae) — родина птахів ряду Bucerotiformes. До 2016 року відносилась до ряду одудоподібних (Upupiformes). Містить 8 видів у двох родах. Згідно з молекулярним аналізом, роди розійшлися приблизно 10 млн років тому. Через це їх виділяють у власні підродини, а деякі автори в окремі родини.

## Поширення
Слотнякові поширені в країнах Субсахарської Африки. У викопному стані відомі також у Європі.

## Опис
Птахи середнього розміру, завдовжки 23-46 см (більша частина довжини припадає на хвіст). Оперення синього, зеленого або фіолетового кольору з металевим відтінком. Дзьоби у нестатевозрілих птахів чорні. Згодом, у деяких видів стають червоними, а в інших залишаються чорними. Ноги червоні або чорні, короткі. Хвіст дуже довгий, градуйований (центральні пера найдовші), з білими смугами. Крила знизу теж з білими смугами.

## Спосіб життя
Слотнякові живуть у відкритих лісах, рідколіссях, саванах. Вони потребують великих дерев як для живлення, так і для забезпечення прихистку для гніздування та нічного відпочинку. По стовбурах дерев птах пересувається за манерою дятла, на землі скаче. Живляться комахами та іншими членистоногими, яких знаходять у гнилій деревині або під корою. Гнізда облаштовують у дуплах. У кладці 2-4 яйця.

## Види
- Рід Слотняк (Phoeniculus)
  - Слотняк білоголовий (Phoeniculus bollei)
  - Слотняк рудоголовий (Phoeniculus castaneiceps)
  - Слотняк фіолетовий (Phoeniculus damarensis)
  - Слотняк пурпуровий (Phoeniculus purpureus)
  - Слотняк ефіопський (Phoeniculus somaliensis)
- Рід Ірисор (Rhinopomastus)
  - Ірисор чорний (Rhinopomastus aterrimus)
  - Ірисор великий (Rhinopomastus cyanomelas)
  - Ірисор малий (Rhinopomastus minor)